# تبرج (إسلام)

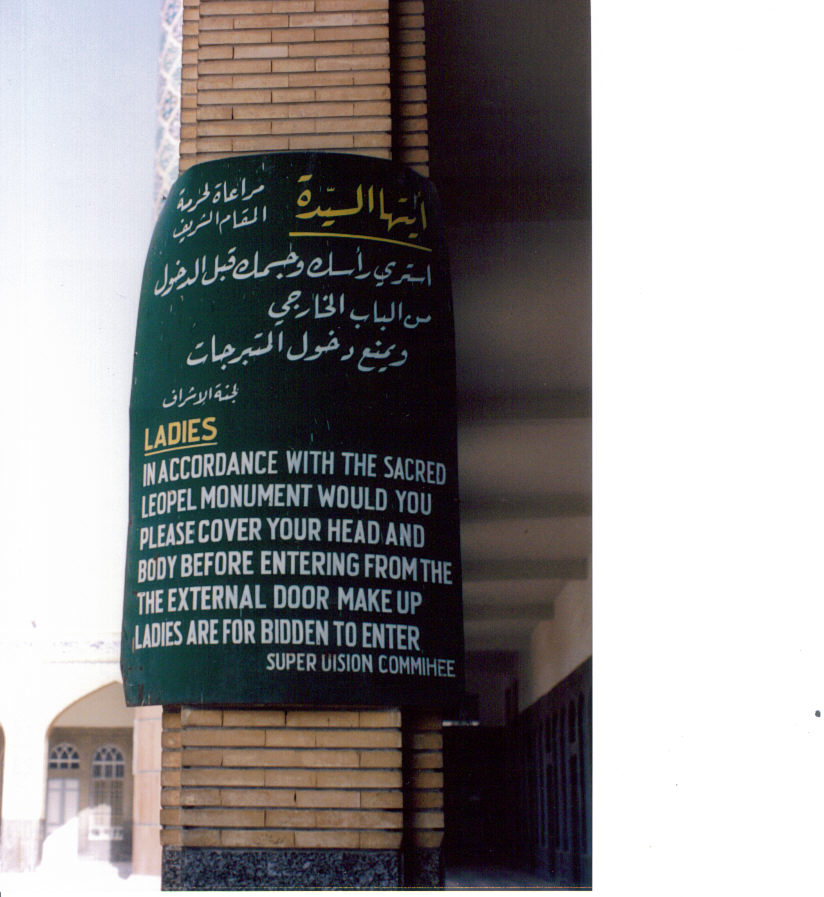
لافتة من المسجد الأموي.

التبرج هو إظهار ما يجب إخفاؤه في المرأة. وقد أستعمل في خروج المرأة من الحشمة وإظهار مفاتنها وإبراز
محاسنها أمام غرباء عنها غير محرمين عليها.  التبرج أعم من السفور، فالسفور خاص بكشف الغطاء عن الوجه (النقاب) أو خلع الحجاب. أما التبرج: كشف المرأة وإظهارها شيئًا من بدنها أو زينتها المكتسبة أمام الرجال الأجانب عنها.

## التبرج في القران
لقد ورد التبرج في موضعين في القرآن:
- 1. الموضع الأول: في سورة النور ﴿وَالْقَوَاعِدُ مِنَ النِّسَاءِ اللَّاتِي لَا يَرْجُونَ نِكَاحًا فَلَيْسَ عَلَيْهِنَّ جُنَاحٌ أَنْ يَضَعْنَ ثِيَابَهُنَّ غَيْرَ مُتَبَرِّجَاتٍ بِزِينَةٍ وَأَنْ يَسْتَعْفِفْنَ خَيْرٌ لَهُنَّ وَاللَّهُ سَمِيعٌ عَلِيمٌ ۝٦٠﴾ [النور:60][4]
- 2. الموضع الثاني: في سورة الأحزاب ﴿وَقَرْنَ فِي بُيُوتِكُنَّ وَلَا تَبَرَّجْنَ تَبَرُّجَ الْجَاهِلِيَّةِ الْأُولَى وَأَقِمْنَ الصَّلَاةَ وَآتِينَ الزَّكَاةَ وَأَطِعْنَ اللَّهَ وَرَسُولَهُ إِنَّمَا يُرِيدُ اللَّهُ لِيُذْهِبَ عَنْكُمُ الرِّجْسَ أَهْلَ الْبَيْتِ وَيُطَهِّرَكُمْ تَطْهِيرًا ۝٣٣﴾ [الأحزاب:33][5]

وقد جاء أمر تنظيم التبرج حفاظا على المرأة. ولا سيما وأن الغريزة الجنسية هي أقوى الغرائز الإنسانية. لذلك وضع هذا الحد من أجل الحفاظ على كرامة المرأة.

## مواضيع ذات صلة
- فقه الزينة
- سفور (إسلام)